# Соболиха (Бурятія)
Соболиха (рос. Соболиха) — селище Прибайкальського району, Бурятії Росії. Входить до складу Сільського поселення Туркинського.
Населення —  186 осіб (2015 рік). 